# Марьяновка (Брусиловский район)
Марья́новка (укр. Мар'янівка) — село на Украине, основано в 1906 году, находится в Брусиловском районе Житомирской области.
Основано немцами-колонистами, получив название Мариендорф. В советское время переименовано в Марьяновку.
Код КОАТУУ — 1820983507. Население по переписи 2001 года составляет 76 человек. Почтовый индекс — 12642. Телефонный код — 4162. Занимает площадь 8,81 км².

## Адрес местного совета
12642, Житомирская область, Брусиловский р-н, с. Озёра